# Eduard von Taaffe
Eduard von Taaffe, 11. wicehrabia Taaffe i baron Ballymote (ur. 24 lutego 1833 w Wiedniu, zm. 29 listopada 1895 w Ellischau/Nalžovy – ob. część czes. miasta Klatovy) – austriacki polityk.

## Życiorys
Pochodził z rodu o irlandzkich korzeniach. W wieku trzynastu lat został jednym z towarzyszy zabaw nieletniego arcyksięcia Franciszka Józefa, późniejszego cesarza. Dzięki temu w kolejnych latach cieszył się jego ogromnym zaufaniem.
W lutym 1867 został wicepremierem Austrii (Przedlitawii) w rządzie Friedricha von Beusta, w którym był również ministrem wyznań i oświaty oraz ministrem spraw wewnętrznych. Po rezygnacji von Beusta w roku następnym pierwszy raz stanął na czele rządu.
W gabinecie Karla von Auersperga (1867-1868) pełnił funkcję ministra obrony krajowej, tę samą tekę powierzono mu w rządzie Alfreda Potockiego (1870-1871).

### Premier Przedlitawii 1879-1893
Po zawarciu sojuszu austriacko-niemieckiego w 1879 Franciszek Józef zdymisjonował liberalny i centralistyczny rząd Adolfa von Auersperga. Tymczasowym przewodniczącym rady ministrów (nie zaś „prezydentem ministrów”, tj. premierem) został Karl Stremayr, natomiast nowy gabinet, który miał rozpocząć urzędowanie po wyborach do Rady Państwa, miał sformować von Taaffe, minister spraw wewnętrznych od lutego 1879.
Eduard von Taaffe został prezydentem ministrów w sierpniu 1879. Objęcie przez niego urzędu pozytywnie przyjęli federaliści i większość austriackich Słowian, którzy widzieli w nim zwolennika własnych aspiracji.
Nowa koalicja rządowa składała się z niemieckich konserwatystów, blisko związanych z Kościołem katolickim, Polaków (pozyskanych dzięki pozostawieniu im wolnej ręki w rządzeniu Galicją) i Czechów (staroczechów), którzy powrócili do Rady Państwa po dłuższej absencji, w zamian za obietnicę dopuszczenia języka czeskiego w urzędach na terenie Czech (von Taaffe złożył ją Clam-Martinicowi jeszcze latem 1878). Konserwatywną koalicję nazwano „żelaznym pierścieniem” (niem. der eiserne Ring). Samego Taaffego kojarzono przy tym w pierwszej kolejności nie z konkretnym ugrupowaniem, a uznawano za człowieka cesarza. Jak charakteryzował działalność rządu Henryk Wereszycki:

(...) nastąpiła ogólna stabilizacja polityczna. Starano się jednak nie rozstrzygać żadnych istotnych spraw, zdając sobie sprawę z tego, ile konfliktów społecznych, a w pierwszej kolejności narodowościowych jest utajonych. Zresztą był to okres potężnego, chociaż nierównomiernego rozwoju gospodarczego i społecznego wszystkich krajów monarchii

Czas sprawowania urzędu przez Eduarda von Taaffe był okresem dużych wpływów polskich. Wieloletnim ministrem skarbu i prawą ręką premiera w latach był Julian Dunajewski, w 1887 roku odznaczony Krzyżem Wielkim Orderu Świętego Stefana.

#### Wobec problemów narodowościowych
Taaffe opowiadał się za federalizmem. Wobec coraz silniejszych żądań narodowych jego rząd czynił ustępstwa jedynie doraźne, nie chcąc przy tym zrazić niemieckiej ludności frakcji liberalnej, która nie chciała utracić swej dominującej pozycji. Dotyczyły one używania języków narodowych w szkolnictwie na terenach zamieszkiwanych przez Czechów, Słoweńców, Chorwatów i Serbów. Dopuszczono posługiwanie się językiem czeskim w urzędach na terenie Czech. W 1880 rząd zawarł ugodę z Czechami, która przewidywała utworzenie w Pradze uniwersytetu czeskiego i wprowadzenie języka czeskiego jako jedynego języka nauczania w okręgach, gdzie większość mieszkańców deklarowała tę narodowość. Według kryterium narodowościowego miały również zostać rozdzielone Rada Szkolna, Rada Rolnicza i Sąd Najwyższy. Realizacja porozumienia została uniemożliwiona przez zyskujący coraz większą popularność odłam młodoczechów, którzy uznali zasady wyboru języka szkolnictwa za niekorzystne (w części Moraw i Sudetów, uznawanych przez młodoczechów za ziemie czeskie, dominowała ludność niemiecka).
Polscy posłowie ze Śląska Cieszyńskiego z powodu braku poparcia polskich posłów galicyjskich często zmuszeni byli szukać poparcia w walce o równouprawnienie narodowe u posłów czeskich.
Do ruchu pangermańskiego Taaffe odnosił się nieprzychylnie.

#### Ustawodawstwo socjalne

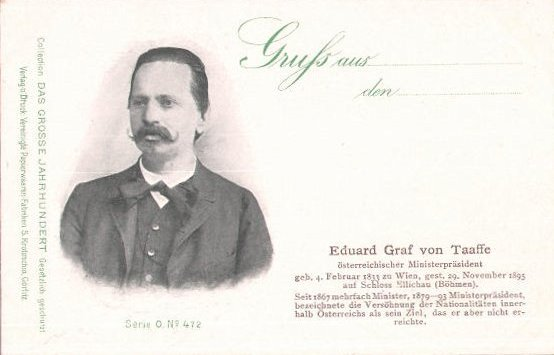
Taaffe na karcie pocztowej z 1895 r.

Wzorując się na reformach społecznych rządu Bismarcka i reagując na rozwój austriackiego ruchu robotniczego, rząd Taaffego wprowadził w latach 1885–1887 ustawy chroniące pewne prawa zatrudnionych w kopalniach i fabrykach. Zabroniono zatrudniania dzieci poniżej jedenastego roku życia, a dzienny czas pracy ograniczono do 11 (dla robotników fabrycznych), 10 (dla górników) lub 8 godzin (dla kobiet i nieletnich).

#### Zmiany ordynacji wyborczej i upadek rządu
W 1882 rząd Taaffego wprowadził zmiany w ordynacji wyborczej, obniżając nieznacznie cenzus majątkowy w kuriach wiejskiej i miejskiej. Zmiana ta została nieprzychylnie przyjęta przez konserwatystów. Jej wprowadzenie umożliwiło głosowanie zamożnym chłopom i drobnym posiadaczom z miast, których głosy w wyborach do Rady Państwa w 1885 umocniły pozycję rządu.
Druga zainicjowana przez rząd Taaffego próba zmian w ordynacji wyborczej, znosząca cenzus majątkowy w kuriach miejskiej i wiejskiej (do czynnego prawa wyborczego wymagane było jedynie odbycie służby wojskowej i ukończenie szkoły ludowej), doprowadziła do upadku rządu. Proponowanej reformy nie poparli bowiem ani konserwatyści, ani liberałowie. Koalicja rządowa była jednak poważnie nadwerężona nawet przed głosowaniem w sprawie reformy wyborczej. Kwestionowana była wiarygodność Taaffego jako premiera nawet wtedy, gdy brakowało ku temu obiektywnych powodów. Niepowodzeniem kończyły się jego rozmowy z przywódcami różnych stronnictw parlamentarnych. Według Waldemara Łazugi, decydując się na reformę wyborczą Taaffe mógł popełnić wielki błąd polityczny, lub też świadomie doprowadzić do upadku gabinetu, widząc niemożliwość dalszego sprawowania władzy w dotychczasowy sposób. Zgodnie z obowiązującą procedurą, premier został zdymisjonowany przez cesarza; Taaffe pozostał z nim jednak w dobrych relacjach, zdając sobie sprawę z faktu, że zmiana rządu była nieunikniona.

## Odznaczenia
Odznaczenia Eduarda von Taffe to między innymi:
- Order Złotego Runa
- Krzyż Wielki Orderu Świętego Stefana
- Krzyż Wielki Orderu Leopolda
- Baliw Wielkiego Krzyża po Sprawiedliwości (Zakon Maltański)
- Order Świętej Anny I klasy (Imperium Rosyjskie)
- Order Orła Czarnego (Prusy)
- Krzyż Wielki Orderu Orła Czerwonego (Prusy)
- Order Królewski Korony II klasy (Prusy)
- Kawaler Krzyża Wielkiego Orderu Świętych Maurycego i Łazarza (Włochy)
- Wielka Wstęga Orderu Leopolda (Belgia)
- Krzyż Wielki Orderu Gwiazdy Rumunii (Rumunia)
- Wielka Wstęga Orderu Portretu Władcy w brylantach (Persja)
- Wielka Wstęga Orderu Wschodzącego Słońca (Japonia)
- Krzyż Wielki Orderu Zasługi Filipa Wspaniałomyślnego (Hesja)
- Krzyż Wielki Orderu Krzyża Takowy (Serbia)